# Trox hispanicus
Trox hispanicus es una especie de coleóptero de la familia Trogidae.

## Distribución geográfica
Habita en la península ibérica.